# 保罗·杰林斯基
保罗·杰林斯基（德語：Paul Zielinski，1911年11月20日—1966年2月20日），德国男子足球运动员，场上位置是中场，1934年加入国家队。他曾代表德国国家队参加1934年国际足联世界杯，结果获得季军。